# Rhamphomyia pkoronyi
Rhamphomyia pkoronyi är en tvåvingeart som beskrevs av Mario Bezzi 1904. Rhamphomyia pkoronyi ingår i släktet Rhamphomyia och familjen dansflugor. Inga underarter finns listade i Catalogue of Life.